# روز یادبود (فیلم ۲۰۱۲)
روز یادبود (انگلیسی: Memorial Day) فیلمی است که در سال ۲۰۱۲ منتشر شد. از بازیگران آن می‌توان به جاناتان بنت و جیمز کرامول اشاره کرد.